# 鲁沃迪普利亚
鲁沃迪普利亚（義大利語：Ruvo di Puglia），是意大利巴里省的一个市镇。总面积221平方公里，人口25803人，人口密度116.8人/平方公里（2009年）。ISTAT代码为072038。
鲁沃的历史中心是普利亚最重要的历史中心之一。它被毁坏了三次。在的Ruvo历史中心有很importants历史构建像大教堂的Ruvo的城堡，宫殿Caputi，斯帕达宫，宫殿和博物馆贾塔，宫Avitaja，救世主教堂，炼狱教堂，Hypogeum与remeins大教堂下的Remeins在古基督教教堂和罗马墓葬，钟楼，将丹特·阿莱里公园，奥蒂广场，卡沃尔大街，乔瓦尼·贾塔街，中世纪的防御城墙与塔楼，维托里奥·威尼托街，教堂街，麦当娜的remeins Calentano教会（在乡下，在Calentano的小村庄）。
大教堂是阿普利亚罗马式建筑的典范。酒店外墙的三大门户网站和众多的装饰，描绘基督教符号以及怪兽和其他奇妙的数字。有两个玫瑰窗。内部有一个船和两个过道以transept结束。在艺术的众多作品是一个木制雕像和圣·布莱兹，壁画描绘了圣母子与圣塞巴斯蒂安，君士坦丁堡的处女和一个值得注意的木制十字架的面板的舍利。教堂下面是Palaeo-Christian教堂和罗马古墓的遗迹。
该贾塔博物馆是唯一的意大利馆还有一个私人家庭收藏可以追溯到1800年直到今天它保留了滑稽的希腊罐子，和塔洛斯著名的罐子。
圣克莱托洞穴，在炼狱教堂下，在老城区的历史中心。

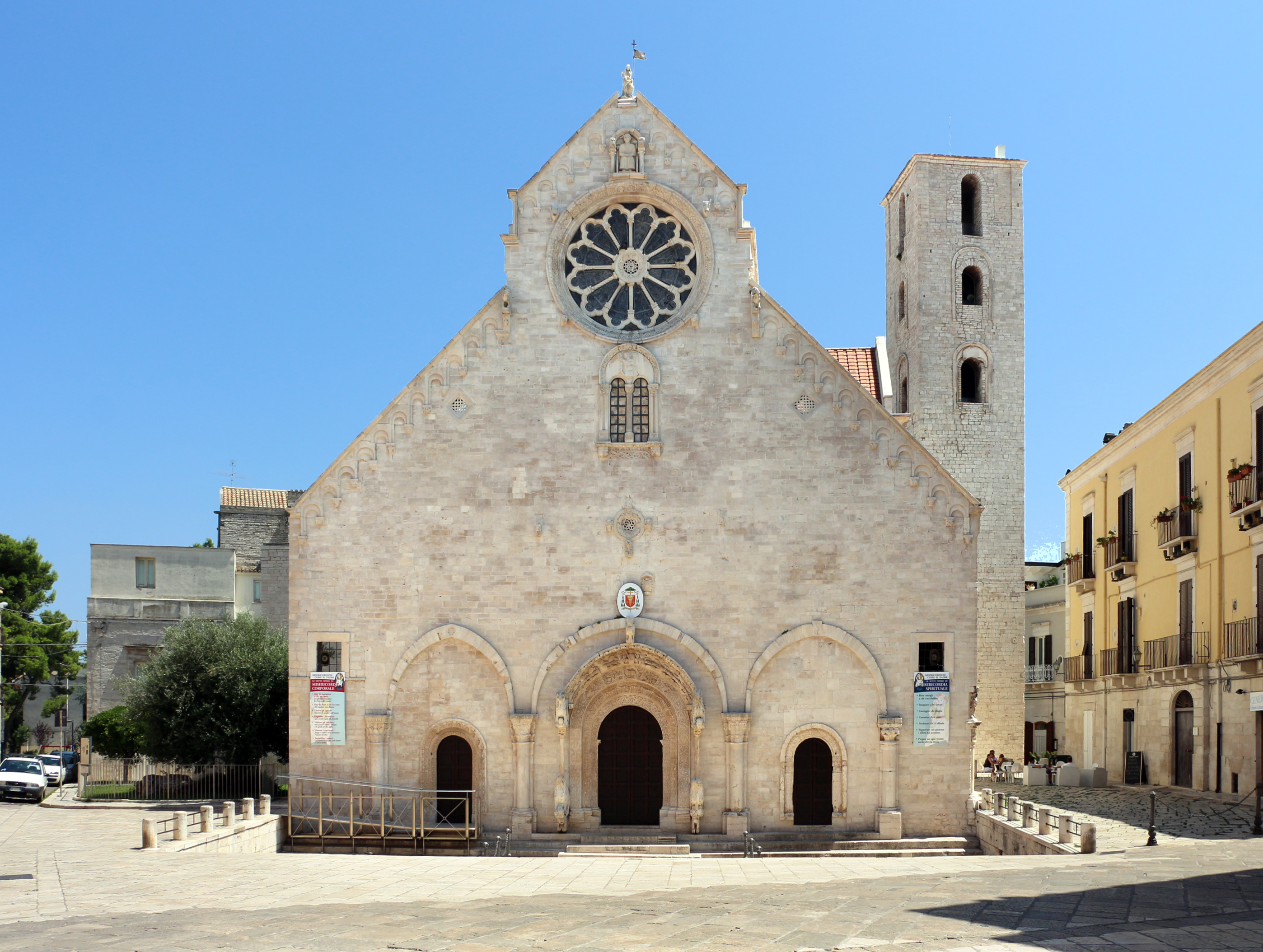
大教堂